# Ебенсбург (Пенсільванія)
Ебенсбург (англ. Ebensburg) — місто (англ. borough) в США, в окрузі Кембрія штату Пенсільванія. Населення — 3404 особи (2020).

## Географія
Ебенсбург розташований за координатами 40°29′17″ пн. ш. 78°43′36″ зх. д. / 40.48806° пн. ш. 78.72667° зх. д. (40.488120, -78.726541). За даними Бюро перепису населення США в 2010 році місто мало площу 4,37 км², з яких 4,28 км² — суходіл та 0,09 км² — водойми.

## Демографія
Згідно з переписом 2010 року, у селищі мешкала 3351 особа в 1612 домогосподарствах у складі 865 родин. Густота населення становила 766 осіб/км². Було 1742 помешкання (398/км²).
Расовий склад населення:
| - 98,3 % — білих - 0,7 % — азіатів - 0,5 % — чорних або афроамериканців - 0,1 % — корінних американців |

До двох чи більше рас належало 0,4 %. Частка іспаномовних становила 0,5 % від усіх жителів.
За віковим діапазоном населення розподілялося таким чином: 19,2 % — особи молодші 18 років, 60,3 % — особи у віці 18—64 років, 20,5 % — особи у віці 65 років та старші. Медіана віку мешканця становила 43,9 року. На 100 осіб жіночої статі у селищі припадало 87,1 чоловіків; на 100 жінок у віці від 18 років та старших — 83,5 чоловіків також старших 18 років.
Середній дохід на одне домашнє господарство становив 59 997 доларів США (медіана — 41 250), а середній дохід на одну сім'ю — 79 902 долари (медіана — 69 281). Медіана доходів становила 46 917 доларів для чоловіків та 31 221 долар для жінок. За межею бідності перебувало 10,3 % осіб, у тому числі 9,3 % дітей у віці до 18 років та 12,6 % осіб у віці 65 років та старших.
Цивільне працевлаштоване населення становило 1545 осіб. Основні галузі зайнятості: освіта, охорона здоров'я та соціальна допомога — 30,7 %, роздрібна торгівля — 10,6 %, науковці, спеціалісти, менеджери — 9,9 %, мистецтво, розваги та відпочинок — 9,6 %.